# 金刺舎人八麻呂
金刺舎人 八麻呂（かなさしのとねり の やつまろ）は、奈良時代の官人。姓はなし。信濃国伊那郡（現在の長野県飯田市、伊那市、駒ヶ根市、上伊那郡、下伊那郡にあたる）の人物。官位は外従五位下・勳六等・伊那郡大領。

## 出自
元は科野国造の支族の一つであったが、欽明天皇の時代に国造氏族となった金刺舎人氏の後裔。金刺舎人の氏名は、欽明天皇の磯城嶋金刺宮に仕えた舎人に因むもので、同じ氏を持つ氏族は駿河国・信濃国に分布している。信濃国に限定すると、『続日本紀』には光仁朝の女官に金刺舎人若島が登場し、『日本三代実録』には「信濃国埴科郡大領外従七位上金刺舎人正長」、「信濃国諏方郡人右近衛将監正六位上金刺舎人貞長、姓大朝臣を賜ひ、並びに是、神八井耳命の苗裔なり」とある。

## 記録
称徳朝の天平神護元年（765年）正月、藤原仲麻呂の乱における功績により、正六位上から外従五位下に叙せられ、さらに安部息道・石川垣守・漆部伊波・和気清麻呂らとともに勳六等を賜った、とあるのが史書における唯一の記録である。
『類聚三代格』の弘仁3年（812年）12月の太政官符に引用されている、神護景雲2年（768年）正月28日格所引の内厩寮解によると、信濃国牧主当である伊那郡大領の外従五位下・勳六等の金刺舎人八麿が「課欠駒（かけつごま）は数を計り決すべし、而るに罪を免じ価を徴するは、律により罪を科し、価を徴すべからず」と解したとあり、伊那郡司の長官である大領として、信濃国の国牧の主当、すなわち国衙の牧の主任官として、不正をただそうとしていたことが窺われる。

## 官歴
注記のないものは『続日本紀』による
- 時期不詳：正六位上
- 天平神護元年（765年） 正月7日：外従五位下・勲六等
- 神護景雲2年（768年） 正月28日以前：信濃国伊那郡大領・牧主当